# Register (Diplomatik)
Als Brief- oder Urkundenregister, noch häufiger einfach als Register, bezeichnet man in der Diplomatik ein fortlaufend geführtes Verzeichnis der von einer Kanzlei (oder auch einem Notar) ausgefertigten Briefe und/oder Urkunden. Sie enthalten Wortlaut der registrierten Schriftstücke, wobei wiederkehrende Elemente (Name des Absenders, Grußformeln) stark abgekürzt werden oder ganz wegfallen können.
Solchen Auslaufregistern stehen die selteneren Eingangsregister gegenüber, in denen eine Kanzlei empfangene Schriftstücke verzeichnete. Im Unterschied zu nachträglich angelegten Kopialbüchern wurden Eingangsregister (wie andere Register auch) fortlaufend geführt, das heißt die Stücke wurden in aller Regel in Reihenfolge des Eingangs und zeitnah zu diesem eingetragen.
Register, die nur bestimmte Arten von Schriftgut enthalten, werden oft nach diesen benannt, beispielsweise Privilegienregister, Schuldbriefregister oder Missivenbücher.
Die Diplomatik erforscht vor allem mittelalterliche Register, weil diese meist die einzige Überlieferung der enthaltenen Urkunden sind. Die Praxis der Registrierung von Urkunden wird bis in die Gegenwart von Behörden und Notaren gepflegt. Bekannte Beispiele amtlicher Register sind Personenstandsregister, Grundbücher oder Testamentsregister.

## Päpstliche Kanzlei

### Geschichte, Form, Inhalt
Register gehen auf die spätantike römische Verwaltungspraxis zurück. Als literarischer Text überliefert sind Register Theoderichs des Großen durch die Variae des Cassiodor und die Briefregister (Registrum epistolarum Gregorii) des Papstes Gregor I. Die Registerführung an der römischen Kurie knüpfte an diese Tradition an und wurde im späteren Mittelalter zum Vorbild für viele Kanzleien in ganz Europa. Die frühesten Hinweise auf eine mögliche Registerführung reichen bis in die Zeit von Liberius zurück, das älteste Register, das sich teilweise rekonstruieren lässt, ist das Gelasius’ I. Aus dem späten 7. Jahrhundert, aus dem 10. Jahrhundert und aus der ersten Hälfte des 11. Jahrhunderts gibt es hingegen keine Hinweise darauf, dass päpstliche Schreiben registriert wurden.
Die ältesten Register wurden, wie frühe päpstliche Urkunden auch, auf Papyrus geschrieben; ab dem elften Jahrhundert wurde für beides Pergament verwendet. Ab dem 14. Jahrhundert wurde Papier verwendet, ohne dass sofort das Pergament aufgegeben worden wäre. Registriert wurden zunächst alle päpstlichen Schreiben, allerdings mit wenigen Ausnahmen keine Privilegien. Ab dem Spätmittelalter gab es Spezialregister für verschiedene Arten Briefe und Urkunden (einschließlich Privilegien).
Außer Papstbriefen enthalten die Register gelegentlich auch anderes Material (historische Notizen, Synodalprotokolle, eingegangene Schreiben); ein bekanntes Beispiel für solches Zusatzmaterial ist der Dictatus papae im Register Gregors VII.
Briefe, die außerhalb der Register überliefert sind, heißen Extravaganten.

### Überlieferung
Das Register Gregors VII. (heute Vatikanisches Apostolisches Archiv, Reg. Vat. 2) ist das einzige aus der Zeit vor 1198, das vollständig im Original erhalten ist. Einige ältere Register sind zumindest teilweise erhalten oder rekonstruierbar: Das Register Gregors des Großen ist nicht im Original erhalten, darauf zurückgehende Sammlungen erlauben aber mit großer Sicherheit die Rekonstruktion. Vom größeren Teil des Registers Johannes’ VIII. wurde im späten 11. Jahrhundert eine Kopie angefertigt (Reg. Vat. 1), die sich erhalten hat und die als zuverlässige Abschrift gilt. In ähnlicher Weise ist ein (kleinerer) Teil des Registers Anaklets II. in einer Abschrift noch des 12. Jahrhunderts erhalten. Mit dem beinahe vollständig erhaltenen Register Innozenzens III. (Reg. Vat. 3) setzt eine geschlossene Überlieferung von Registerbänden ein (etwa 2000 Bände allein bis zur Zeit Sixtus’ V.). Ab dem ausgehenden Mittelalter gibt es neben der Hauptserie der Papstregister noch weitere Registerserien, nachdem schon früher immer wieder einzelne Spezialregister für bestimmte Materien oder Urkundenarten angelegt worden waren.
Die wichtigsten Quellen für die verlorenen Register sind die kanonischen Sammlungen, in denen Auszüge aus den päpstlichen Schreiben entweder als Registerauszug bezeichnet werden (ex registro) und/oder in geschlossenen, chronologisch geordneten Reihen enthalten sind. Insbesondere die Collectio Avellana, die Sammlung Deusdedits und die Collectio Britannica gelten als Sammlungen, die auf verlorene päpstliche Register zurückgehen. Im Einzelfall ist der Nachweis, ob und wenn ja mit welcher Zuverlässigkeit die kanonistische Überlieferung den Inhalt, die Reihenfolge und den Wortlaut verlorener Register bewahren, sehr aufwändig.

### Editionen
Die älteren (vor 1198 entstandenen) Papstregister bzw. Rekonstruktionen derselben wurden im Rahmen der Monumenta Germaniae Historica in der Reihe Epistolae ediert, das Register Gregors I. zudem ein zweites Mal im Corpus christianorum. Das Register Innozenzens III. liegt in einer beinahe abgeschlossenen historisch-kritischen Ausgabe im Auftrag der Österreichischen Akademie der Wissenschaften vor. Die Register des späteren Mittelalters werden seit dem späten 19. Jahrhundert von den École française de Rome ediert.

## Kanzleien weltlicher Herrscher
In Frankreich wird die Registerführung erst unter Philipp August üblich, in Sizilien sind seit Friedrich II. Register in Gebrauch, wahrscheinlich nach dem Vorbild der normannischen Kanzlei. Im normannischen England finden sich ebenfalls registerartige Aufzeichnungen. Aus dem Heiligen Römischen Reich sind die ersten Spuren von Registerführung unter Heinrich VII. belegt. Zwei Bände der Reichsregister Ludwigs des Bayern sind die ältesten überlieferten Originale. Auch in den deutschen Territorien setzt sich systematische Registerführung erst im 14. Jahrhundert durch. Auch Städte führten Auslaufregister der von ihnen ausgestellten Urkunden und teilweise spezielle Register wie zum Beispiel Missivenbücher (ausgehende Briefe der Stadt) oder Stadtbücher, in denen bestimmte Rechtsgeschäfte eingetragen wurden.

## Freiwillige Gerichtsbarkeit
Dokumente der freiwilligen Gerichtsbarkeit (Testamente, Kaufverträge, Eheverträge, Kreditverträge usw.) wurden im Mittelalter von verschiedenen Institutionen beurkundet, insbesondere von öffentlichen Notaren (vor allem in Italien und Südfrankreich), Kommunen und geistlichen Gerichte. Die quantitativ größte Überlieferung stammt aus den Registern der Notare, die verpflichtet waren, alle von ihnen ausgestellten Instrumente in abgekürzter Form in sogenannte Imbreviaturbücher aufzunehmen. Das älteste erhaltene Notariatsregister stammt aus Genua; es enthält Tausende Einträge, deren ältesten aus der Mitte des 12. Jahrhunderts stammen. Im Reich nördlich der Alpen spielte die Beurkundung durch Kommunen eine wichtigere Rolle. Diese trugen die von ihnen ausgestellten Urkunden der freiwilligen Gerichtsbarkeit entweder in Stadtbücher oder in spezielle Register ein (zum Beispiel die Kölner Schreinsbücher, das Lübecker Ober- und Niederstadtbuch oder die Konstanzer Gemächtebücher). Die gleichen Geschäfte konnten auch vor dem bischöflichen Gericht (in der Praxis durch den Offizial) beurkundet werden, welches die ausgefertigten Urkunden dann in sein sonst vor allem für Urteile genutztes Register eintrugen. Alle diese Eintragungen dienten der größeren Rechtssicherheit, wobei es vorkommen konnte, dass das gleiche Geschäft notariell, vom Stadtrat und durch das Offizialatsgericht beurkundet wurde.